# Ranunculus fraternus
Ranunculus fraternus är en ranunkelväxtart som beskrevs av Alexander Gustav von Schrenk. Ranunculus fraternus ingår i släktet ranunkler, och familjen ranunkelväxter. Inga underarter finns listade i Catalogue of Life.